# История Симушира
Из-за толстого слоя пепла местных вулканов (Прево и Заварицкого) археологическим экспедициям обнаружить на острове памятники охотской культуры не удалось. Первым народом, осваивавшим Симушир уже в новое время, были айны, которые назвали его Симусир («Большой остров»). В XVIII веке Симушир был номинально включён во владения японского клана Мацумаэ (яп. 松前氏 Matsumae-shi).

## Первые экспедиции
В 1635 году клан Мацумаэ поручил самураю Мураками Хиронори обследовать территории, на которые претендовало княжество. В 1644 году японец сделал первое из дошедших до наших дней изображений Симушира, которое было нанесено им на так называемую «Карту страны эры Сехо». Сёгунат Токугава подтвердил притязания клана Мацумаэ на остров в 1715 году, хотя реального проникновения японцев на него в этот период не наблюдалось. По-видимому, даже айны скорее всего не проживали на острове круглый год, а лишь наведывались сюда из Сахалина, Хоккайдо и Кунашира для охоты на морских зверей. В 1719 году Пётр I отправил на Камчатку экспедицию под руководством Ивана Евреинова и Фёдора Лужина, которая дошла на юге до Симуширa.

## В составе Российской империи
К 1734 году все местные айны приняли православие и постепенно обрусели.

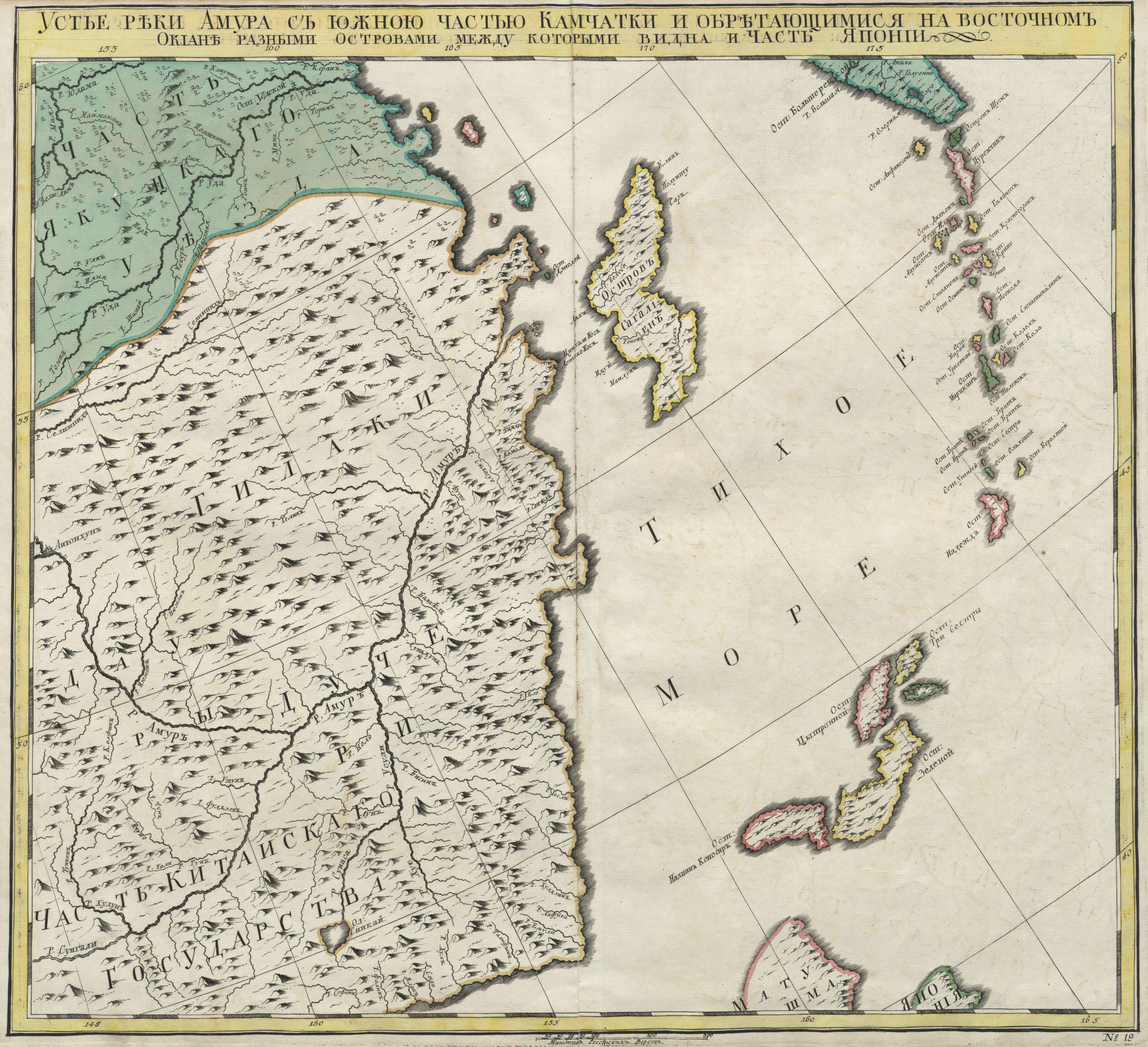
Карта Сахалина и Курильских островов. Атлас Российский 1745 года.

В 1745 году встреченный русскими на Онекотане японец поведал о заинтересованности своей страны в разработке рудников Симушира.
В 1755 году промысловик Семён Новиков построил здесь небольшое зимовье.
В 1761 году сибирский губернатор Соймонов поручил полковнику Плениснеру, командиру Анадырского, Охотского и Камчатских острогов, собрать подробные сведения о Южных Курильских островах. Для этого в 1766 году было запланировано из Большерецка направить отряд, включавший тойонов (вождей) «второго» острова Курильской гряды (Парамушира) Никиту Чикина и «первого» острова (Шумшу) Петра Чупрова, а также сотника Ивана Чёрного. Им предписывалось курильцев (айнов) «уговаривать в подданство, не оказывая при этом не только делом, но и знаком грубых поступков и озлобления, но привет и ласку».
В 1767 году на остров прибыла экспедиция Петра Чупрова и Никиты Чикина, где последний внезапно скончался. Чупров сразу отправился обратно на север, где вскоре встретил Ивана Чёрного и присоединился к его отряду. После смерти Чикина в 1767 году Чёрный оказался во главе экспедиции на Южные Курилы. Зиму 1767/1768 годов Чёрный провёл на Симушире, заставляя местных жителей работать на себя и нещадно наказывая провинившихся.
Впоследствии на севере острова возникли поселения айнов и алеутов. Были завезены коровы и овцы, выпасавшиеся на местных лугах. О жизни этого русского поселения в бухте Броутона на острове Симушир известно мало. Время от времени русские и алеуты жили там с 1760-х гг.
В 1771 году бежавший с Камчатки авантюрист Бенёвский высадил здесь Герасима Измайлова. Будущий мореплаватель провёл на острове целый год «робинзоном», питаясь «морскими ракушками, капустой и кореньями». Привёз его обратно на Камчатку сборщик ясака Никонов.
С 1770-х на Курилы сначала эпизодически (с промышленниками русских купеческих компаний), а потом регулярно (с 1828 г. — с кораблями РАК) стали привозить алеутов и кадьякских эскимосов. Они селились на Урупе, Симушире и Шумшу. Хотя эти этнические группы жили обособленно, в русских источниках XVIII—XIX вв. и в литературе, особенно современной, за ними закрепилось общее название «курильцы», причем большинство современных авторов склонны ошибочно считать население всего архипелага в этот период айнским.
Остров описан под названием Семусыр или Шимушир у Г.И. Шелихова в его «Путешествии г. Шелехова с 1783 по 1790 год из Охотска по Восточному Океану к Американским берегам...»:

Семусыр или Шимушир остров, от пятогонадесять острова отстоит на 30 верст; в длину имеет 130, а в ширину 10 верст. На нем 4 сопки, из коих одна стоит близь лопатки к пятнадцатому острову, по Курильски То-ето-Кусыр называемая: у подножия ея ростет весьма густой камышник и Березник; в лопатку вошла бухта в длину верст на 10, а в ширину на 3, с устьем, шириною в 200 сажен; в ней водятся одни Нерпы. Вторая сопка, называемая по Курильски Итаикиои, верьх имеет плоской; она прежде сего горела, от чего стоящий у подножия ея Сланцовой лес и коренье выжжено. Третья сопка, называемая Икаимикот вышла к Восточной стороне гребнем, у подножия ея каменья. Четвертая сопка Анеиусы; на ней находят каменья, кои употребляются к стрелам вместо железцов; при подножии ея стоят горы и высокие каменные утесы. Вокруг всего острова и по берегу каменья и утесы; с Восточной стороны песчаные не большие три губы, но по причине мелкости и бываемого великого волнения для Байдарной пристани не способные; на Северной стороне по средине есть удобная для пристани бухта. Озер, и рыбных речек, кроме малых источин, нет; коренье, трава, сланец, березник и камыш мелкой таковы же, каковы на прежних островах; звери водятся лисицы бурые, сиводущатые и красные весьма не добротные; Бобры, Нерпы и Сивучи, но в малом количестве; ягоды, Рябина, Шикша и Кедровые орехи бывают годом. От сего острова проливом до следующего около 20 верст. 

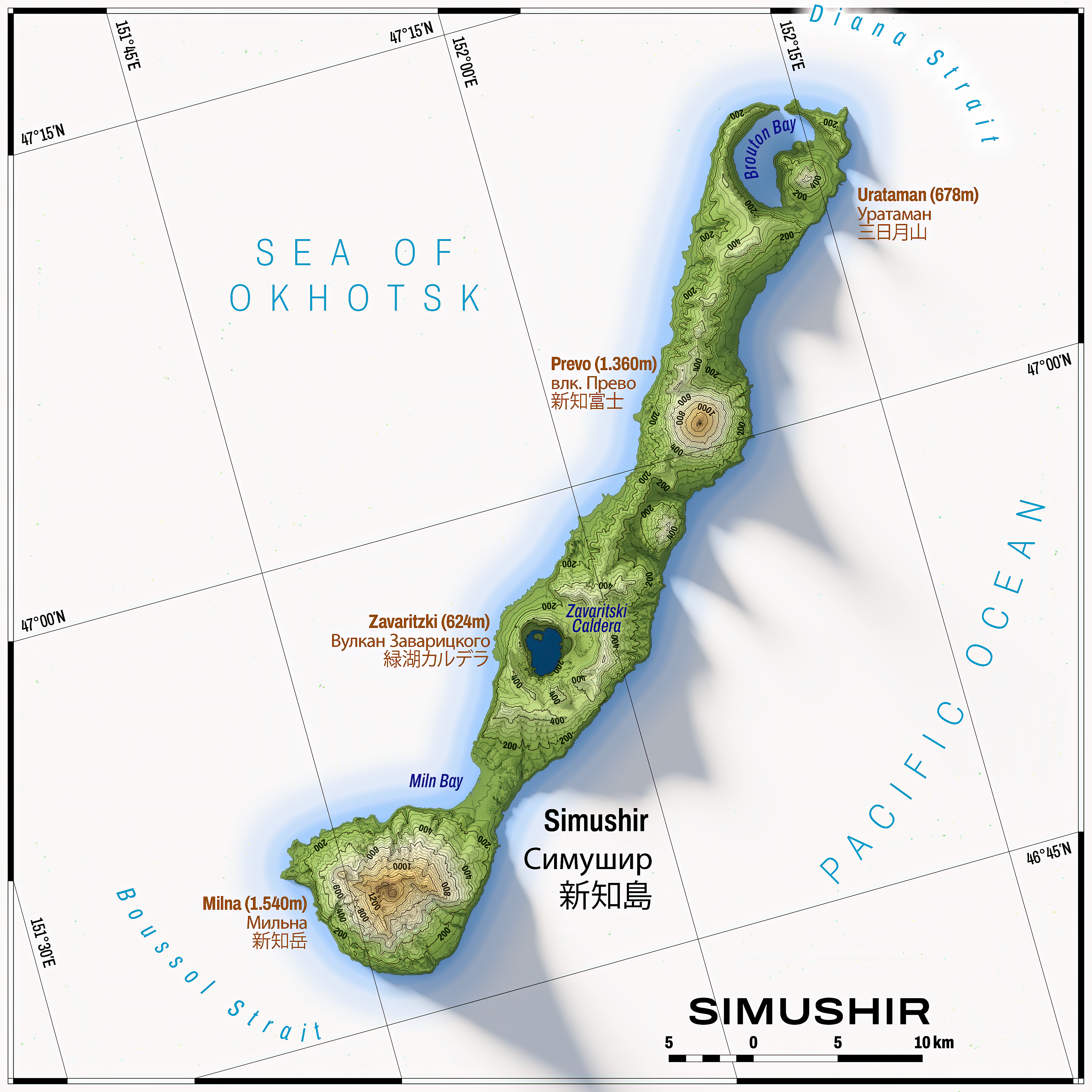
Карта Симушира

В конце августа 1787 года проливом между Симуширом и лежащими далее к югу островами прошла экспедиция Лаперуза. Французские мореплаватели дали острову Симушир название Марикан, пролив получил название их корабля Буссоль, а за мысом в юго-западной части острова закрепили имя корабельного хирурга — мыс Роллена. Также своё «лаперузово» название получил один из вулканов острова.
В октябре 1796 года остров Марикан посетил английский мореплаватель Уильям Броутон. На берегу было обнаружено заброшенное русское поселение. Но повсеместно ещё находились кресты и русские гербы (англ. arms), вырезанные и нарисованные. Туземные жители носили медвежьи шкуры, а также обувь русского производства и хлопковые платки поверх своих голов. Марикан стал самой северной точкой путешествия Броутона вдоль Курильских островов — от Японии на север — после чего он, ввиду постоянных штормов, решил повернуть обратно.
В 1811 году на остров прибыла первая официальная российская экспедиция Головнина и Рикорда. 
По данным гидрографического описания Курильских островов В. М. Головнина и П. И. Рикорда, опубликованным в 1819 году, Симушир назывался также Шестнадцатым островом.
В 1811 году, по свидетельству В. М. Головнина, в двух пунктах (у западного входного мыса и в бухте Уратман) жили люди.
Но только в 1831 году по указанию главного правления РАК Охотская контора направила туда на бриге «Полифем» артель под предводительством приказчика Старцева (АВПРИ ж, л. 227). В том же году главный правитель русских владений в Америке Ф. П. Врангель дал указание начальнику урупского отряда А. Мыльникову направить в Броутонову гавань 8-10 байдарок с алеутами, снабдив их на один год продуктами. В том же году Врангель послал предписания в Охотскую контору РАК с предложением отправить для снабжения симуширского селения шхуну «Акция».
В 1832 году Врангель направляет в Броутонову гавань бот «Уналашка» под командованием прапорщика Д. И. Орлова. На этом судне прибыл новый начальник Курильского отдела Петр Епифанов, который сменил Старцева (АВПРИ з, л. 86 об.).
Вероятнее всего, новое поселение, созданное на Симушире, становится с этого года центром Курильского отдела РАК.
В 1849 году вследствие землетрясения на острове Симушир внезапно исчезла вода в источниках и колодцах. Это вынудило жителей покинуть остров.
Права России на остров подтвердил Симодский трактат 1855 года.
Последние упоминание о небольшом поселке на восточном берегу бухты Броутона, в устье ручья, состоявшем из 13 домов с числом жителей 57 человек, относится к 70-м годам XIX века. В источнике указывается, что жители посёлка занимались преимущественно морским зверобойным промыслом. В то же время у них были домашние животные: овцы, коровы; имели они и небольшие огороды, где выращивали овощи.
Официально остров входил в состав Российской империи с 1855 по 1875 год.

## В составе Японии
С 1875 года остров был передан Японии вместе со всеми Курилами в обмен на Сахалин (Санкт-Петербургский договор). Япония контролировала остров до своей капитуляции в 1945 году.
Согласно административно-территориальному делению Японии остров стал относиться к уезду (гуну) Симусиру (то есть Симушир в японском произношении), который охватывал не только сам Симушир, но и все острова на север до Райкоке. Уезд в свою очередь входил с 1876 по 1882 год в состав провинции Тисима под управлением Комиссии по колонизации Хоккайдо; с 1882 до 1886 года — в состав префектуры Нэмуро, после — префектуры Хоккайдо.
Японцами были устроены два лисьих питомника. Основными отраслями экономики в этот период были разведение песцов, северных оленей и добыча рыбы и морепродуктов.
С середины 1930-х годов начинается история китобойной базы на острове — к 1943 году японцы создали большую базу «Умэура» по переработке китов в посёлке на берегу современной бухты Китобойная.
В годы Второй Мировой войны остров был милитаризирован. На Симушире было подготовлено по меньшей мере 2 укреплённых района (Итаркиои и Кетоэбонэ) и 6 оборонительных позиций. Однако перед высадкой советских войск в августе 1945 года гарнизон был вывезен в Японию.
В бухте Накатомари на охотоморской стороне между мысами Полянского и Сивуч сохраняются японские окопы и оборонительные сооружения периода Второй мировой войны.

## В составе СССР/РФ
После  капитуляции Японии остров находится в составе СССР.
2 февраля 1946 года включён в состав Южно-Сахалинской области.
В 1946 году, после вхождения Курил в состав СССР, на высокой морской террасе бухты Китобойная появилась советская пограничная застава.
2 января 1947 года остров включён в состав Сахалинской области РСФСР.
В 1947 году была организована 2-я Дальневосточная китобойная флотилия. В её состав входило от 15 до 22 китобойных судна и пять береговых китокомбинатов, основанных на японской базе «Умэура». Комбинат получил название «Скалистый». За годы работы комбинат разросся до рабочего поселка, который насчитывал до 800 человек. Поселок включал цеха по обработке сырца, жилые дома, хозяйственные постройки, клуб, библиотеку. 
21 июля 1963 года на острове экспедиция в составе Е. А. Макаровой, А. Б. Делоне, М. М. Поспергелиса, механика А. Мыслицкого и секретаря Солнечной комиссии Астросовета Н. Б. Егоровой пробовала наблюдать полное солнечное затмение, но безуспешно из-за тумана, закрывшего Солнце.
В середине 1960-х действовавший в бухте Китобойная китокомбинат «Скалистый» был закрыт по причине убыточности, а пограничная застава там же просуществовала до 2004 года.

### Советская военно-морская база
Перешеек Косточко между бго-западным и северо-восточным концами острова имеет ширину лишь 2,5 км. Здесь, на левом берегу от ручья Косточкин, в заливе Мильна, находилась реперная метеорологическая станция, выше по правую сторону от ручья стояла отдельная радиолокационная рота «Косточко». В бухте Спасения располагался маяк на мысе Сухина.
В 1978 году для нужд ВМФ СССР в бухте Броутона был возведён посёлок Кратерный, представлявший собой военный городок (137-я бригада охраны водного района), о чём свидетельствует сохранившаяся стела, также на острове дислоцировался 789-й Береговой ракетный дивизион. На острове, в самой узкой его части (перешеек Косточко), была реперная метеорологическая станция (в данное время законсервирована), рядом на сопке стояла отдельная радиолокационная рота «Косточко» РТВ ПВО, на вооружении которой была РЛС П-14Ф «Лена». В южной части острова располагалась пограничная застава и сейсмологическая станция, на Тихоокеанском побережье стоит маяк.
С 1991 года остров в составе России, как страны-правопреемницы СССР.
Поселения Кратерный, Китобойный, Косточко, а также военная база советских субмарин в бухте Броутона заброшены с 1994 года.
На Симушире к 1996 году населенными остались лишь два пункта: метеостанция на перешейке Косточко и пограничная застава в бухте Китобойная юго-западной части острова. Застава в бухте Китобойной была последним военеым объектом на острове, который закрылся в 2004 году.
Благодаря обезлюдению Симушира в конце XX века без жертв обошлось двоекратное сливное землетрясение в ноябре 2006 года и январе 2007 года.
В начале XXI века остров остаётся необитаемым.